# Mexotis kingii
Mexotis kingii är en måreväxtart som först beskrevs av Edward Everett Terrell, och fick sitt nu gällande namn av Edward Everett Terrell och Harold Ernest Robinson. Mexotis kingii ingår i släktet Mexotis och familjen måreväxter. Inga underarter finns listade i Catalogue of Life.